# Прва влада Јована Ристића
Прва влада Јована Ристића је била на власти од 2. априла до 22. октобра 1873. (по старом календару).

## Чланови владе
| Функција                                                  | Слика             | Име и презиме    | Детаљи                      |
| --------------------------------------------------------- | ----------------- | ---------------- | --------------------------- |
| Председник министарског савета и министар иностраних дела |                   | Јован Ристић     |                             |
| Министар унутрашњих дела                                  |                   | Јован Туцаковић  |                             |
| Министар правде                                           |                   | Марко Лазаревић  |                             |
| Министар финансија                                        |                   | Панта Јовановић  | до 12/24.8.1873.            |
| Министар финансија                                        |                   | Марко Лазаревић  | заступник, до 17/29.8.1873. |
| Министар финансија                                        | Чедомиљ Мијатовић |                  |                             |
| Министар просвете и црквених дела                         |                   | Стојан Новаковић |                             |
| Министар војске                                           |                   | Милојко Лешјанин |                             |
| Министар грађевина                                        |                   | Ранко Алимпић    |                             |